# آرت بلاكي
آرثر بلاكي (بالإنجليزية: Art Blakey)‏ (11 أكتوبر 1919 - 16 أكتوبر 1990)، كان عازف وملحن وموسيقى جاز أمريكي. عُرف لفترة وجيزة باسم عبد الله بن بوهينة بعد أن اعتنق الإسلام لفترة قصيرة في أواخر الأربعينيات من القرن العشرين.

## الجوائز
- جاز موبايل تطوير والحفاظ على الجاز (1970)
- قاعة مشاهير مهرجان نيوبورت للجاز (1976)
- جائزة Down Beat Jazz Hall of Fame اختيار القراء (1981) [8]
- شهادة تقدير الفنون المسرحية سميثسونيان (1982)
- جائزة لي مورغان التذكارية (1982)
- استقراء قاعة مشاهير الجاز (1982) [9]
- جائزة جرامي لأفضل أداء لموسيقى الجاز ، مجموعة، عن ألبوم New York Scene (1984)
- جائزة جازنوت (1986)
- دكتوراه في الموسيقى (1987 ؛ كلية بيركلي للموسيقى)
- تحريض قاعة مشاهير جرامي لأغنية "Moanin" المنفردة (1998) [10]
- قاعة جرامي للمشاهير التعريفي لألبوم Moanin " (2001)
- جائزة مهرجان بيتسبرغ للجاز
- جائزة Grammy Lifetime Achievement Award (2005 ؛ مُنحت بعد وفاته) [11]

## أنظر أيضًا
- تشاك مانجيوني

## روابط خارجية
- آرت بلاكي على موقع فايند أغريف